# セーブル島

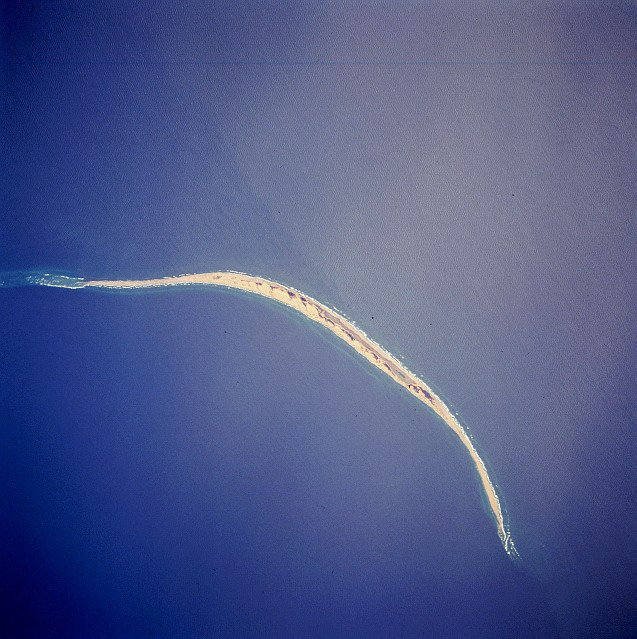
セーブル島

セーブル島（Sable Island）とは大西洋カナダのノバスコシア州南東沖180キロの大西洋に浮かぶカナダ領の島。
セーブル（サブル）はフランス語で「砂」の意味。ノバスコシア州南端にあり、カナダの最南端でもあるケープセーブル島と混同されるが、遠く離れた島である。

## 地理
長細い三日月型の形をした砂州の小島で島の周囲はバンクになっている。島には野生化した馬がおり、現在では法律で手厚く保護されている。最終氷期には現在よりもはるかに大きな島であったが、氷河期の終わりとともに海面が上昇して縮小した。島の固有種に飛べない甲虫数種と淡水性の海綿 (Heteromeyenia macouni) があり、セーブル島が大きな島だった頃に島の生態系に適応し進化したと考えられている。灯台が島にあり、最初に立てられた灯台は1801年である

## 歴史
2人のポルトガル人探検家がセーブル島を発見したと主張している。1人はジョアン・アルヴァレス・ファグンデスで1520年から1521年の間に島を発見し、サンタ・クルス（Santa Cruz）と名付けたと言われている。もう1人はマノエル・デ・バルセロス（Manoel de Barcelos）で1568年に彼と彼の父ディエゴが島を発見しバルセロナ・デ・サン・バルダォン（Barcellona de Sam Bardão）と名付けたと主張していた。現在ではファグンデスの主張が正しいと言われている。後にフランス人も島を訪れるようになり、フランス語で「砂の島」を意味するイル・ド・サーブル（Île de Sable）と呼ばれるようになった。フランス人の漁師は1539年に島の近くの海域でタラ（タイセイヨウダラ）の漁をしていた。
1598年から1600年代にはフランスのラロシュ伯爵が漁業と毛皮貿易をするために50人以上のフランス人（前科者や兵士）を引き連れて島に入植しようとした事もあったが、兵士の反乱などで殺されたりして失敗し、1790年代にイギリス政府が灯台を建設させるまでは無人島であった。
1583年以来、セーブル島は「大西洋の墓場」と呼ばれ、300隻以上の船が座礁し難破する場所であった。